# Сарасота-Спрінгс (Флорида)
Сарасота-Спрінгс (англ. Sarasota Springs) — переписна місцевість (CDP) в США, в окрузі Сарасота штату Флорида. Населення — 12 521 особа (2020).

## Географія
Сарасота-Спрінгс розташована за координатами 27°18′36″ пн. ш. 82°28′41″ зх. д. / 27.31000° пн. ш. 82.47806° зх. д. (27.310038, -82.478068).  За даними Бюро перепису населення США в 2010 році переписна місцевість мала площу 9,39 км², з яких 9,08 км² — суходіл та 0,31 км² — водойми.

## Демографія
Згідно з переписом 2010 року, у переписній місцевості мешкало 14 395 осіб у 6207 домогосподарствах у складі 3855 родин. Густота населення становила 1533 особи/км².  Було 7096 помешкань (756/км²).
Расовий склад населення:
| - 92,7 % — білих - 1,9 % — чорних або афроамериканців - 1,0 % — азіатів - 0,3 % — корінних американців - 2,0 % — осіб інших рас |

До двох чи більше рас належало 2,2 %. Частка іспаномовних становила 10,9 % від усіх жителів.
За віковим діапазоном населення розподілялося таким чином: 19,0 % — особи молодші 18 років, 62,1 % — особи у віці 18—64 років, 18,9 % — особи у віці 65 років та старші. Медіана віку мешканця становила 44,8 року. На 100 осіб жіночої статі у переписній місцевості припадало 93,0 чоловіків;  на 100 жінок у віці від 18 років та старших — 91,1 чоловіків також старших 18 років.
Середній дохід на одне домашнє господарство  становив 66 147 доларів США (медіана — 51 330), а середній дохід на одну сім'ю — 76 461 долар (медіана — 58 313). Медіана доходів становила 38 814 долари для чоловіків та 36 679 доларів для жінок. За межею бідності перебувало 10,6 % осіб, у тому числі 13,3 % дітей у віці до 18 років та 4,9 % осіб у віці 65 років та старших.
Цивільне працевлаштоване населення становило 7976 осіб. Основні галузі зайнятості: освіта, охорона здоров'я та соціальна допомога — 22,9 %, роздрібна торгівля — 15,8 %, мистецтво, розваги та відпочинок — 10,9 %, науковці, спеціалісти, менеджери — 10,2 %.